# IL10
IL10 (англ. Interleukin 10) – білок, який кодується однойменним геном, розташованим у людей на короткому плечі 1-ї хромосоми.  Довжина поліпептидного ланцюга білка становить 178 амінокислот, а молекулярна маса — 20 517.
| 10         |  | 20         |  | 30         |  | 40         |  | 50         |
| ---------- |  | ---------- |  | ---------- |  | ---------- |  | ---------- |
| MHSSALLCCL |  | VLLTGVRASP |  | GQGTQSENSC |  | THFPGNLPNM |  | LRDLRDAFSR |
| VKTFFQMKDQ |  | LDNLLLKESL |  | LEDFKGYLGC |  | QALSEMIQFY |  | LEEVMPQAEN |
| QDPDIKAHVN |  | SLGENLKTLR |  | LRLRRCHRFL |  | PCENKSKAVE |  | QVKNAFNKLQ |
| EKGIYKAMSE |  | FDIFINYIEA |  | YMTMKIRN   |  |            |  |            |

A: Аланін

C: Цистеїн

D: Аспарагінова кислота

E: Глутамінова кислота

F: Фенілаланін

G: Гліцин

H: Гістидин

I: Ізолейцин

K: Лізин

L: Лейцин

M: Метіонін

N: Аспарагін

P: Пролін

Q: Глутамін

R: Аргінін

S: Серин

T: Треонін

V: Валін

Кодований геном білок за функцією належить до цитокінів. 
Секретований назовні.